# Medalha de Ouro Internacional Niels Bohr
A Medalha de Ouro Internacional Niels Bohr (em inglês:  Niels Bohr International Gold Medal) é um prêmio internacional de engenharia. É concedida desde 1955 por "trabalho de destaque de um engenheiro ou físico pela utilização pacífica da energia atômica". A medalha é administrada pela Sociedade dos Engenheiros da Dinamarca em colaboração com o Instituto Niels Bohr e a Royal Danish Academy of Sciences. Foi concedida 10 vezes entre 1955 e 1982 e então em 2013 e 2018. O primeiro recipiente foi Niels Bohr, que recebeu a medalha por seu aniversário de 70 anos.

## Recipientes
- 1955 Niels Bohr
- 1958 John Cockcroft
- 1961 George de Hevesy
- 1965 Pyotr Kapitsa
- 1967 Isidor Isaac Rabi
- 1970 Werner Heisenberg
- 1973 Richard Feynman
- 1976 Hans Bethe
- 1979 Charles Hard Townes
- 1982 John Archibald Wheeler
- 2013 Alain Aspect
- 2018 Jens Nørskov[2]